# Elisa Ugaová
Elisa Ugaová (* 27. února 1968 Vercelli, Itálie) je bývalá italská sportovní šermířka, která se specializovala na šerm kordem. Itálii reprezentovala v osmdesátých a devadesátých letech a na přelomu tisíciletí. Na olympijských hrách startovala v roce 1996 v soutěži jednotlivkyň a družstev. V roce 1998 získala titul mistryně Evropy v soutěži jednotlivkyň. S italským družstvem kordistek vybojovala na olympijských hrách 1996 stříbrnou olympijskou medaili. S družstvem kordistek dále vybojovala v roce 1989 druhé a v roce 1990, 1992, 2001 třetí místo na mistrovství světa a v roce 1999 titul mistryň Evropy.